# سامانتا مالونی
سامانتا مالونی (انگلیسی: Samantha Maloney؛ زادهٔ ۱۱ دسامبر ۱۹۷۵) موسیقی‌دان، ترانه‌پرداز اهل ایالات متحده آمریکا است. از فیلم‌ها یا برنامه‌های تلویزیونی که وی در آن نقش داشته است می‌توان به دختر کارخانه‌ای اشاره کرد.